# Grigore Alexandrescu
Grigore Alexandrescu (Târgoviște, 1810. február 22. – Bukarest, 1885. november 25.) román költő, állatmeseíró.

## Élete
1810-ben született Târgoviște-ban M. Lixandrescu kincstáros negyedik gyermekeként. Hamar megismerkedett a zord élettel: árva maradt és szegény, de már kiskorában okos volt és fantasztikus memóriával rendelkezett. Görögül és franciául tanult, Bukarestben a Sfantul Sava nevelőintézet diákja lett, ahol osztálytársa volt Ion Ghica is. Mindenkit lenyűgözött költészeti tehetségével. Megismerkedik Ion Heliade Rădulescuval, aki a Curierul Românesc vezetője volt. Először ebben a folyóiratban jelentek meg versei (Miezul nopții). Verseiben olyan eszmék születtek, amely az 1848-as forradalmat készítette elő.
Egy ideig hivatalnok volt. Néhány verse miatt (Anul 1840, Lebăda și puii corbului) a börtön hűvösét is megízlelte. Miután kiengedték magas állásokat töltött be, 1848-ban a Poporul suveran folyóirat szerkesztője volt. Az utolsó 25 évében értelmileg visszaesettnek bélyegezték. 1885-ben halt meg Bukarestben, szegényen.

## Munkássága
Versei lírája főleg romantikus meditációk, melyre nagy hatással volt Lamartine versei. A hangvétel általában különlegesen fantasztikus és humoros, néha ironikus is. Legnagyobb sikert arató műve az Umbra lui Mircea la Cozia, melynek ihletője egy olténiai kirándulás volt barátjával, Ion Ghica-val. Az utolsó hiteles állatmeseíró volt a román irodalomban: 40 fabulát hagyott hátra például Cânele și cățelul (A kutya és az eb), Boul și vițelul (Az ökör és a borjú), Dreptatea Leului (Az oroszlán igaza), Vulpea liberală (A liberális róka)), melyben az igazság álarcot viselt a hatalmasok cenzúrája miatt. Fordított Lamartine és Byron műveket is.

## Művei
- Poezii (1842)
- Suvenire si impresii, epistole si fabule (1847)
- Meditații, elegii, epistole, satire și fabule (1863)
- Memorial (1842)
- Poezii (1938)

## Magyarul
- Mesék; ford. Deák Tamás; Irodalmi, Bukarest, 1961
- Gr. Alexandrescu válogatott művei; bev. Silvian Iosifescu; Ifjúsági, Bukarest, 1962 (Tanulók könyvtára)